# Biserica fortificată din Cund

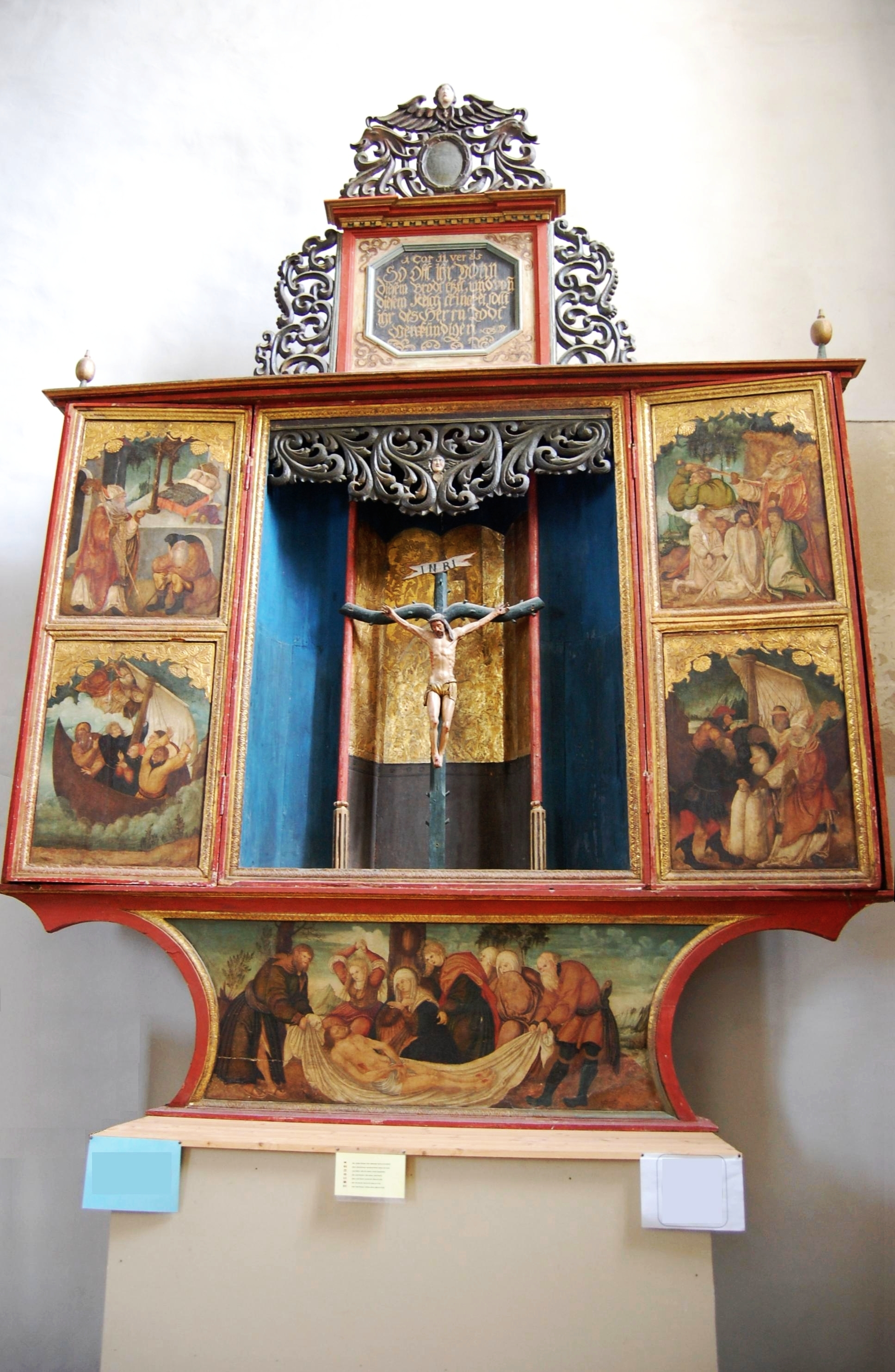
Altarul triptic, realizat înaintea reformei religioase, care din motive de securitate este păstrat în Biserica din Deal din Sighișoara.

Biserica evanghelică din Cund este un monument istoric aflat pe teritoriul satului Cund, comuna Bahnea. În Repertoriul Arheologic Național, monumentul apare cu codul 115334.03. Figurează în lista monumentelor istorice sub cod LMI MS-II-m-A-15646. 

## Localitatea
Cund, mai demult Cundu (în dialectul săsesc Reisdref, în germană Reußdorf, Reussdorf, Reisdorf, Kunden, în maghiară Kund) este un sat în comuna Bahnea din județul Mureș, Transilvania, România. Prima mențiune în documente datează din anul 1332.

## Biserica
În secolul al XV-lea a fost construită o biserică-sală gotică. Corul are o boltă cilindrică, decorată de o plasă cu nervuri din cărămidă. Tavanul casetat din sala bisericii a fost îndepărtat în anul 1906. Turnul-clopotniță din partea de vest a fost reconstruit în 1804. Elementul cel mai valoros al bisericii este altarul triptic, realizat înaintea reformei religioase, care din motive de securitate este păstrat în Biserica din Deal din Sighișoara. Pe altarul deschis se văd scene din legenda Sfântului Nicolae, iar atunci când este închis se pot vedea cele opt tablouri din ciclul Patimilor lui Iisus. În cor se află strane de la începutul secolului al XVI-lea. Orga a fost montată în anul 1834 de Friedrich și Wilhelm Maetz și restaurată de Magyar Àrpád în anul 1956. Din zidul de incintă se mai păstrează doar un fragment de înălțime mică.

## Vezi și
- Cund, Mureș